# Danh sách quốc gia theo chỉ số tự do
Bài viết này xếp hạng chỉ số tự do của các quốc gia và vùng lãnh thổ trên thế giới, xét trên các phương diện chính trị, kinh tế, báo chí và dân chủ. Số liệu được thống kê từ nghiên cứu của các tổ chức phi chính phủ.

## Đánh giá hàng năm
Sau đây là bảng xếp hạng theo bốn chỉ số của hầu hết các quốc gia trên thế giới. 

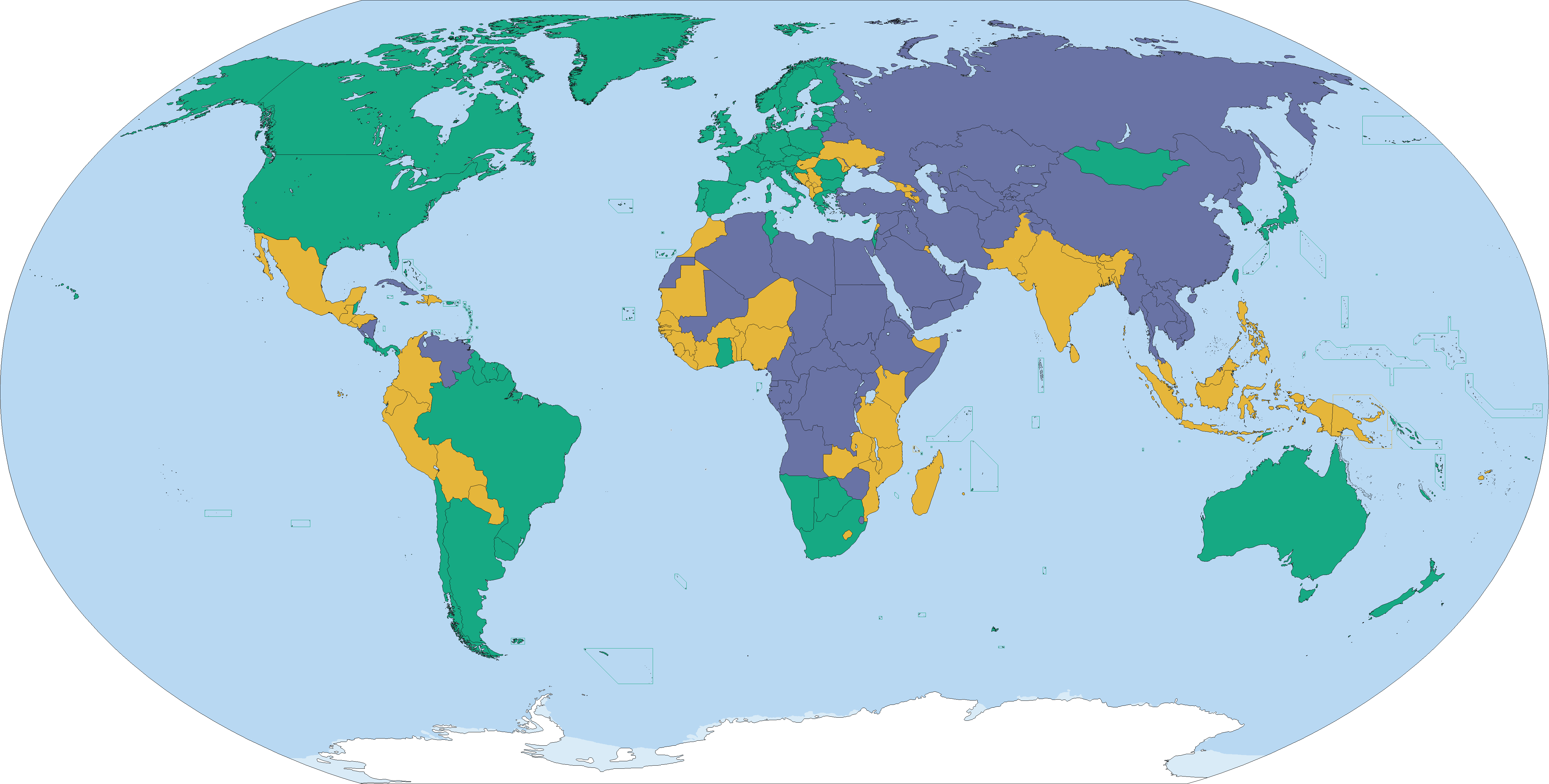
Xếp hạng tự do chính trị 2021 của Freedom House
Chỉ số tự do kinh tế 2021 của The Heritage Foundation và Wall Street Journal
Chỉ số tự do báo chí 2023, theo trang Phóng viên không biên giới
Chỉ số dân chủ 2022 do Cơ quan Tình báo Kinh tế công bố

| Chỉ số    | Đánh giá          | Đánh giá        | Đánh giá   | Đánh giá       | Đánh giá       | Đánh giá       | Đánh giá        | Đánh giá        | Đánh giá        | Đánh giá             | Đánh giá             | Đánh giá             | Đánh giá         | Đánh giá         | Đánh giá         |
| --------- | ----------------- | --------------- | ---------- | -------------- | -------------- | -------------- | --------------- | --------------- | --------------- | -------------------- | -------------------- | -------------------- | ---------------- | ---------------- | ---------------- |
| Chính trị | tự do             | tự do           | tự do      | tự do          | tự do          | tự do một phần | tự do một phần  | tự do một phần  | tự do một phần  | tự do một phần       | không tự do          | không tự do          | không tự do      | không tự do      | không tự do      |
| Kinh tế   | tự do             | tự do           | tự do      | phần lớn tự do | phần lớn tự do | phần lớn tự do | tương đối tự do | tương đối tự do | tương đối tự do | phần lớn không tự do | phần lớn không tự do | phần lớn không tự do | bị kiểm soát     | bị kiểm soát     | bị kiểm soát     |
| Báo chí   | tốt               | tốt             | tốt        | chấp nhận được | chấp nhận được | chấp nhận được | có vấn đề       | có vấn đề       | có vấn đề       | khó khăn             | khó khăn             | khó khăn             | rất nghiêm trọng | rất nghiêm trọng | rất nghiêm trọng |
| Dân chủ   | dân chủ hoàn toàn | có khiếm khuyết | chế độ lai | độc tài        |                |                |                 |                 |                 |                      |                      |                      |                  |                  |                  |

## Danh sách xếp hạng

### Quốc gia
| Quốc gia                    | Chính trị 2024 | Điểm so với 2023 | Kinh tế 2024         | Điểm | Báo chí 2023     | Điểm  | Dân chủ 2023      | Điểm |
| --------------------------- | -------------- | ---------------- | -------------------- | ---- | ---------------- | ----- | ----------------- | ---- |
| Phần Lan                    | 100            | 0                | phần lớn tự do       | 76.3 | tốt              | 87.94 | dân chủ hoàn toàn | 9.30 |
| New Zealand                 | 99             | 0                | phần lớn tự do       | 77.8 | chấp nhận được   | 84.23 | dân chủ hoàn toàn | 9.61 |
| Thụy Điển                   | 99             | -1               | phần lớn tự do       | 77.5 | tốt              | 88.15 | dân chủ hoàn toàn | 9.39 |
| Na Uy                       | 98             | -2               | phần lớn tự do       | 77.5 | tốt              | 95.18 | dân chủ hoàn toàn | 9.81 |
| Canada                      | 97             | -1               | phần lớn tự do       | 72.4 | chấp nhận được   | 83.53 | dân chủ hoàn toàn | 8.69 |
| Đan Mạch                    | 97             | 0                | phần lớn tự do       | 77.8 | tốt              | 89.48 | dân chủ hoàn toàn | 9.28 |
| Ireland                     | 97             | 0                | tự do                | 82.6 | tốt              | 89.91 | dân chủ hoàn toàn | 9.19 |
| Luxembourg                  | 97             | 0                | phần lớn tự do       | 79.2 | chấp nhận được   | 81.98 | dân chủ hoàn toàn | 8.81 |
| Hà Lan                      | 97             | 0                | phần lớn tự do       | 77.3 | tốt              | 87    | dân chủ hoàn toàn | 9.00 |
| San Marino                  | 97             | 0                | n/a                  | —    | n/a              | —     | n/a               | —    |
| Bỉ                          | 96             | 0                | tương đối tự do      | 65.6 | chấp nhận được   | 76.47 | có khiếm khuyết   | 7.64 |
| Nhật Bản                    | 96             | 0                | tương đối tự do      | 67.5 | có vấn đề        | 63.95 | dân chủ hoàn toàn | 8.40 |
| Bồ Đào Nha                  | 96             | 0                | tương đối tự do      | 68.7 | chấp nhận được   | 84.6  | có khiếm khuyết   | 7.75 |
| Slovenia                    | 96             | +1               | tương đối tự do      | 65.9 | chấp nhận được   | 70.59 | có khiếm khuyết   | 7.75 |
| Thụy Sĩ                     | 96             | 0                | tự do                | 83.0 | chấp nhận được   | 84.4  | dân chủ hoàn toàn | 9.14 |
| Uruguay                     | 96             | 0                | tương đối tự do      | 69.8 | chấp nhận được   | 70.33 | dân chủ hoàn toàn | 8.66 |
| Úc                          | 95             | 0                | phần lớn tự do       | 76.2 | chấp nhận được   | 78.24 | dân chủ hoàn toàn | 8.66 |
| Estonia                     | 95             | +1               | phần lớn tự do       | 77.8 | tốt              | 85.31 | có khiếm khuyết   | 7.96 |
| Barbados                    | 94             | 0                | tương đối tự do      | 66.8 | n/a              | —     | n/a               | —    |
| Chile                       | 94             | 0                | phần lớn tự do       | 71.4 | có vấn đề        | 60.09 | có khiếm khuyết   | 7.98 |
| Séc                         | 94             | +2               | phần lớn tự do       | 70.2 | chấp nhận được   | 83.58 | có khiếm khuyết   | 7.97 |
| Iceland                     | 94             | 0                | phần lớn tự do       | 70.5 | chấp nhận được   | 83.19 | dân chủ hoàn toàn | 9.45 |
| Đài Loan                    | 94             | 0                | tự do                | 80.0 | chấp nhận được   | 75.54 | dân chủ hoàn toàn | 8.92 |
| Andorra                     | 93             | 0                | n/a                  | —    | chấp nhận được   | 75.05 | n/a               | —    |
| Áo                          | 93             | 0                | tương đối tự do      | 68.4 | chấp nhận được   | 77.3  | dân chủ hoàn toàn | 8.28 |
| Dominica                    | 93             | 0                | phần lớn không tự do | 54.0 | có vấn đề        | 58.36 | n/a               | —    |
| Đức                         | 93             | -1               | phần lớn tự do       | 72.1 | chấp nhận được   | 81.91 | dân chủ hoàn toàn | 8.80 |
| Marshall Islands            | 93             | 0                | n/a                  | —    | n/a              | —     | n/a               | —    |
| Tuvalu                      | 93             | 0                | n/a                  | —    | n/a              | —     | n/a               | —    |
| Cabo Verde                  | 92             | 0                | tương đối tự do      | 65.8 | chấp nhận được   | 75.72 | có khiếm khuyết   | 7.65 |
| Síp                         | 92             | 0                | phần lớn tự do       | 72.2 | có vấn đề        | 68.62 | có khiếm khuyết   | 7.38 |
| Micronesia                  | 92             | 0                | tương đối tự do      | 61.0 | n/a              | —     | n/a               | —    |
| Palau                       | 92             | 0                | n/a                  | —    | n/a              | —     | n/a               | —    |
| St. Lucia                   | 92             | 0                | tương đối tự do      | 62.2 | có vấn đề        | 58.36 | n/a               | —    |
| Costa Rica                  | 91             | 0                | tương đối tự do      | 67.7 | chấp nhận được   | 80.2  | dân chủ hoàn toàn | 8.29 |
| Bahamas                     | 91             | 0                | tương đối tự do      | 62.5 | n/a              | —     | n/a               | —    |
| Anh Quốc                    | 91             | -2               | tương đối tự do      | 68.6 | chấp nhận được   | 78.51 | dân chủ hoàn toàn | 8.28 |
| Ý                           | 90             | 0                | tương đối tự do      | 60.1 | chấp nhận được   | 72.05 | có khiếm khuyết   | 7.69 |
| Kiribati                    | 90             | -1               | phần lớn không tự do | 51.3 | n/a              | —     | n/a               | —    |
| Liechtenstein               | 90             | 0                | n/a                  | —    | chấp nhận được   | 84.47 | n/a               | —    |
| Slovakia                    | 90             | 0                | tương đối tự do      | 68.1 | chấp nhận được   | 83.22 | có khiếm khuyết   | 7.07 |
| Tây Ban Nha                 | 90             | 0                | tương đối tự do      | 63.3 | chấp nhận được   | 75.37 | dân chủ hoàn toàn | 8.07 |
| Saint Vincent và Grenadines | 90             | -1               | phần lớn không tự do | 59.8 | có vấn đề        | 58.36 | n/a               | —    |
| Pháp                        | 89             | 0                | tương đối tự do      | 62.5 | chấp nhận được   | 78.72 | dân chủ hoàn toàn | 8.07 |
| Grenada                     | 89             | 0                | n/a                  | —    | có vấn đề        | 58.36 | n/a               | —    |
| Lithuania                   | 89             | 0                | phần lớn tự do       | 72.9 | tốt              | 86.79 | có khiếm khuyết   | 7.31 |
| St. Kitts và Nevis          | 89             | 0                | n/a                  | —    | có vấn đề        | 58.36 | n/a               | —    |
| Latvia                      | 88             | 0                | phần lớn tự do       | 71.5 | chấp nhận được   | 83.27 | có khiếm khuyết   | 7.38 |
| Belize                      | 87             | 0                | tương đối tự do      | 61.2 | chấp nhận được   | 70.49 | n/a               | —    |
| Malta                       | 87             | -2               | tương đối tự do      | 64.5 | có vấn đề        | 59.76 | có khiếm khuyết   | 7.93 |
| Antigua và Barbuda          | 85             | 0                | n/a                  | —    | có vấn đề        | 58.36 | n/a               | —    |
| Argentina                   | 85             | 0                | bị kiểm soát         | 49.9 | chấp nhận được   | 73.36 | có khiếm khuyết   | 6.62 |
| Hy Lạp                      | 85             | -1               | phần lớn không tự do | 55.1 | có vấn đề        | 55.2  | dân chủ hoàn toàn | 8.14 |
| Mauritius                   | 85             | 0                | phần lớn tự do       | 71.5 | có vấn đề        | 65.56 | dân chủ hoàn toàn | 8.14 |
| Mông Cổ                     | 84             | 0                | tương đối tự do      | 60.6 | có vấn đề        | 59.33 | có khiếm khuyết   | 6.48 |
| Samoa                       | 84             | +1               | tương đối tự do      | 67.2 | chấp nhận được   | 82.15 | n/a               | —    |
| São Tomé và Príncipe        | 84             | 0                | tương đối tự do      | 60.5 | n/a              | —     | n/a               | —    |
| Croatia                     | 83             | -1               | tương đối tự do      | 67.2 | chấp nhận được   | 71.95 | có khiếm khuyết   | 6.50 |
| Panama                      | 83             | 0                | tương đối tự do      | 64.1 | có vấn đề        | 63.67 | có khiếm khuyết   | 6.91 |
| Romania                     | 83             | 0                | tương đối tự do      | 64.4 | có vấn đề        | 69.04 | có khiếm khuyết   | 6.45 |
| Hàn Quốc                    | 83             | 0                | phần lớn tự do       | 73.1 | có vấn đề        | 62.83 | có khiếm khuyết   | 8.09 |
| Hoa Kỳ                      | 80             | 0                | phần lớn tự do       | 70.1 | có vấn đề        | 55.22 | có khiếm khuyết   | 7.85 |
| Monaco                      | 82             | -2               | n/a                  | —    | n/a              | —     | n/a               | —    |
| Trinidad và Tobago          | 82             | 0                | tương đối tự do      | 60.4 | chấp nhận được   | 76.54 | có khiếm khuyết   | 7.16 |
| Vanuatu                     | 82             | 0                | tương đối tự do      | 62.2 | n/a              | —     | n/a               | —    |
| Tonga                       | 81             | 0                | phần lớn không tự do | 59.2 | chấp nhận được   | 71.29 | n/a               | —    |
| Ghana                       | 80             | 0                | phần lớn không tự do | 55.8 | có vấn đề        | 65.93 | có khiếm khuyết   | 6.30 |
| Jamaica                     | 80             | 0                | tương đối tự do      | 68.1 | chấp nhận được   | 75.89 | có khiếm khuyết   | 7.06 |
| Ba Lan                      | 80             | -1               | tương đối tự do      | 66.0 | có vấn đề        | 67.66 | có khiếm khuyết   | 7.18 |
| Seychelles                  | 79             | 0                | tương đối tự do      | 60.4 | chấp nhận được   | 75.71 | n/a               | —    |
| Nam Phi                     | 79             | 0                | phần lớn không tự do | 55.3 | chấp nhận được   | 78.6  | có khiếm khuyết   | 7.05 |
| Suriname                    | 79             | 0                | bị kiểm soát         | 46.7 | chấp nhận được   | 70.62 | có khiếm khuyết   | 6.88 |
| Bulgaria                    | 78             | -1               | tương đối tự do      | 68.5 | có vấn đề        | 62.98 | có khiếm khuyết   | 6.41 |
| Namibia                     | 77             | 0                | phần lớn không tự do | 57.5 | chấp nhận được   | 80.91 | có khiếm khuyết   | 6.52 |
| Nauru                       | 77             | 0                | n/a                  | —    | n/a              | —     | n/a               | —    |
| Solomon Islands             | 75             | -1               | phần lớn không tự do | 55.0 | n/a              | —     | n/a               | —    |
| Israel                      | 73             | -3               | phần lớn tự do       | 70.1 | có vấn đề        | 57.57 | có khiếm khuyết   | 7.80 |
| Guyana                      | 73             | 0                | phần lớn không tự do | 57.3 | có vấn đề        | 67.5  | có khiếm khuyết   | 6.26 |
| Botswana                    | 72             | 0                | tương đối tự do      | 68.0 | có vấn đề        | 64.61 | có khiếm khuyết   | 7.73 |
| Brazil                      | 73             | 0                | phần lớn không tự do | 53.2 | có vấn đề        | 58.67 | có khiếm khuyết   | 6.68 |
| Timor-Leste                 | 72             | 0                | phần lớn không tự do | 50.2 | chấp nhận được   | 84.49 | có khiếm khuyết   | 7.06 |
| Colombia                    | 70             | 0                | phần lớn không tự do | 59.2 | khó khăn         | 45.23 | có khiếm khuyết   | 6.55 |
| Montenegro                  | 69             | +2               | phần lớn không tự do | 59.7 | chấp nhận được   | 74.28 | có khiếm khuyết   | 6.67 |
| Albania                     | 68             | +1               | tương đối tự do      | 64.8 | có vấn đề        | 57.86 | có khiếm khuyết   | 6.28 |
| Dominican Republic          | 68             | 0                | tương đối tự do      | 62.9 | chấp nhận được   | 71.88 | có khiếm khuyết   | 6.44 |
| Ecuador                     | 67             | -3               | phần lớn không tự do | 55.0 | có vấn đề        | 60.51 | chế độ lai        | 5.41 |
| Bắc Macedonia               | 67             | -1               | tương đối tự do      | 61.4 | chấp nhận được   | 74.35 | có khiếm khuyết   | 6.03 |
| Senegal                     | 67             | -1               | phần lớn không tự do | 55.4 | có vấn đề        | 55.82 | chế độ lai        | 5.48 |
| Bolivia                     | 66             | 0                | bị kiểm soát         | 43.5 | khó khăn         | 51.09 | chế độ lai        | 4.20 |
| Fiji                        | 66             | +7               | phần lớn không tự do | 58.0 | có vấn đề        | 59.27 | chế độ lai        | 5.55 |
| Ấn Độ                       | 64             | 0                | phần lớn không tự do | 52.9 | rất nghiêm trọng | 36.62 | có khiếm khuyết   | 7.18 |
| Lesotho                     | 66             | 0                | phần lớn không tự do | 51.9 | có vấn đề        | 64.29 | có khiếm khuyết   | 6.06 |
| Malawi                      | 66             | 0                | phần lớn không tự do | 52.1 | có vấn đề        | 60.34 | chế độ lai        | 5.85 |
| Peru                        | 66             | -4               | tương đối tự do      | 64.8 | khó khăn         | 52.74 | chế độ lai        | 5.81 |
| Hungary                     | 65             | -1               | tương đối tự do      | 61.2 | có vấn đề        | 62.96 | có khiếm khuyết   | 6.72 |
| Liberia                     | 64             | +4               | bị kiểm soát         | 49.9 | có vấn đề        | 64.34 | chế độ lai        | 5.57 |
| Bhutan                      | 63             | +2               | phần lớn không tự do | 55.4 | có vấn đề        | 59.25 | chế độ lai        | 5.54 |
| Paraguay                    | 63             | -2               | tương đối tự do      | 60.1 | có vấn đề        | 55.96 | có khiếm khuyết   | 6.00 |
| Nepal                       | 62             | +4               | phần lớn không tự do | 52.1 | có vấn đề        | 57.89 | chế độ lai        | 4.60 |
| Benin                       | 61             | +2               | phần lớn không tự do | 57.7 | khó khăn         | 52.44 | chế độ lai        | 4.68 |
| Moldova                     | 61             | -1               | phần lớn không tự do | 57.1 | chấp nhận được   | 77.62 | có khiếm khuyết   | 6.23 |
| Papua New Guinea            | 61             | 0                | bị kiểm soát         | 49.4 | có vấn đề        | 67.62 | có khiếm khuyết   | 6.03 |
| Kosovo                      | 60             | 0                | tương đối tự do      | 60.6 | có vấn đề        | 68.38 | n/a               | —    |
| Mexico                      | 60             | 0                | tương đối tự do      | 62.0 | khó khăn         | 47.98 | chế độ lai        | 5.14 |
| Sierra Leone                | 60             | -3               | bị kiểm soát         | 44.6 | có vấn đề        | 62.55 | chế độ lai        | 4.32 |
| Georgia                     | 58             | 0                | tương đối tự do      | 68.4 | có vấn đề        | 61.69 | chế độ lai        | 5.20 |
| Madagascar                  | 58             | -3               | phần lớn không tự do | 57.3 | có vấn đề        | 56.66 | chế độ lai        | 5.26 |
| Philippines                 | 58             | 0                | phần lớn không tự do | 59.0 | khó khăn         | 46.21 | có khiếm khuyết   | 6.66 |
| Indonesia                   | 57             | -1               | tương đối tự do      | 63.5 | khó khăn         | 54.83 | có khiếm khuyết   | 6.53 |
| Serbia                      | 57             | -3               | tương đối tự do      | 62.7 | có vấn đề        | 59.16 | có khiếm khuyết   | 6.33 |
| Armenia                     | 54             | 0                | tương đối tự do      | 64.9 | chấp nhận được   | 70.61 | chế độ lai        | 5.42 |
| Sri Lanka                   | 54             | 0                | bị kiểm soát         | 49.2 | khó khăn         | 45.85 | có khiếm khuyết   | 6.17 |
| Zambia                      | 54             | 0                | bị kiểm soát         | 48.4 | có vấn đề        | 59.41 | chế độ lai        | 5.80 |
| El Salvador                 | 53             | -3               | phần lớn không tự do | 54.4 | khó khăn         | 51.36 | chế độ lai        | 4.71 |
| Malaysia                    | 53             | 0                | tương đối tự do      | 65.7 | có vấn đề        | 62.83 | có khiếm khuyết   | 7.29 |
| Kenya                       | 52             | 0                | phần lớn không tự do | 53.6 | khó khăn         | 51.15 | chế độ lai        | 5.05 |
| Bosnia và Herzegovina       | 51             | -1               | tương đối tự do      | 62.0 | có vấn đề        | 65.43 | chế độ lai        | 5.00 |
| Tunisia                     | 51             | -5               | bị kiểm soát         | 48.8 | khó khăn         | 50.11 | chế độ lai        | 5.51 |
| Gambia                      | 50             | +2               | phần lớn không tự do | 58.2 | chấp nhận được   | 71.06 | chế độ lai        | 4.47 |
| Bờ Biển Ngà                 | 49             | 0                | phần lớn không tự do | 58.4 | có vấn đề        | 68.83 | chế độ lai        | 4.22 |
| Ukraine                     | 49             | -1               | phần lớn không tự do | —    | có vấn đề        | 61.19 | chế độ lai        | 5.06 |
| Honduras                    | 48             | 0                | phần lớn không tự do | 58.6 | rất nghiêm trọng | 32.65 | chế độ lai        | 4.98 |
| Singapore                   | 48             | +1               | tự do                | 83.5 | khó khăn         | 47.88 | có khiếm khuyết   | 6.18 |
| Guatemala                   | 46             | -3               | tương đối tự do      | 62.4 | khó khăn         | 48.12 | chế độ lai        | 4.47 |
| Maldives                    | 44             | +3               | có vấn đề            | 47.8 | có vấn đề        | 56.93 | chế độ lai        |      |
| Mozambique                  | 44             | -1               | phần lớn không tự do | 50.7 | có vấn đề        | 56.13 | độc tài           | 3.51 |
| Nigeria                     | 44             | +1               | phần lớn không tự do | 53.1 | khó khăn         | 49.56 | chế độ lai        | 4.23 |
| Guinea-Bissau               | 43             | 0                | bị kiểm soát         | 42.7 | có vấn đề        | 61.57 | chế độ lai        | 2.45 |
| Comoros                     | 42             | 0                | phần lớn không tự do | 52.0 | có vấn đề        | 62.25 | chế độ lai        | 3.04 |
| Lebanon                     | 42             | -1               | bị kiểm soát         | 48.3 | khó khăn         | 50.46 | có khiếm khuyết   | 3.56 |
| Togo                        | 42             | 0                | phần lớn không tự do | 50.9 | có vấn đề        | 63.06 | chế độ lai        | 2.99 |
| Hong Kong                   | 41             | -1               | n/a                  | —    | khó khăn         | 44.86 | chế độ lai        | 5.24 |
| Bangladesh                  | 40             | 0                | phần lớn không tự do | 54.4 | rất nghiêm trọng | 35.31 | chế độ lai        | 5.87 |
| Mauritania                  | 39             | +3               | phần lớn không tự do | 55.3 | có vấn đề        | 59.45 | chế độ lai        | 4.14 |
| Kuwait                      | 38             | +1               | phần lớn không tự do | 58.5 | rất nghiêm trọng | 38.84 | chế độ lai        | 3.50 |
| Morocco                     | 37             | 0                | phần lớn không tự do | 56.8 | khó khăn         | 43.69 | chế độ lai        | 5.04 |
| Tanzania                    | 36             | 0                | phần lớn không tự do | 59.1 | khó khăn         | 44.02 | chế độ lai        | 5.35 |
| Thái Lan                    | 36             | +6               | phần lớn không tự do | 59.0 | có vấn đề        | 55.24 | có khiếm khuyết   | 6.35 |
| Pakistan                    | 35             | -2               | bị kiểm soát         | 49.5 | rất nghiêm trọng | 39.95 | chế độ lai        | 4.25 |
| Uganda                      | 34             | -1               | phần lớn không tự do | 50.7 | khó khăn         | 46.08 | chế độ lai        | 4.49 |
| Jordan                      | 33             | 0                | phần lớn không tự do | 58.3 | khó khăn         | 42.79 | chế độ lai        | 3.04 |
| Niger                       | 33             | -18              | phần lớn không tự do | 52.3 | có vấn đề        | 66.84 | độc tài           | 2.37 |
| Thổ Nhĩ Kỳ                  | 33             | +1               | phần lớn không tự do | 56.2 | rất nghiêm trọng | 33.97 | chế độ lai        | 4.33 |
| Algeria                     | 32             | 0                | bị kiểm soát         | 43.9 | khó khăn         | 45.74 | chế độ lai        | 3.66 |
| Guinea                      | 30             | 0                | phần lớn không tự do | 53.3 | có vấn đề        | 59.51 | độc tài           | 2.21 |
| Haiti                       | 30             | -1               | bị kiểm soát         | 48.2 | có vấn đề        | 57.38 | độc tài           | 2.81 |
| Iraq                        | 30             | +1               | n/a                  | —    | rất nghiêm trọng | 32.94 | chế độ lai        | 2.88 |
| Angola                      | 28             | 0                | phần lớn không tự do | 54.3 | khó khăn         | 48.3  | chế độ lai        | 4.18 |
| Brunei                      | 28             | 0                | tương đối tự do      | 65.9 | khó khăn         | 44.2  | n/a               | —    |
| Burkina Faso                | 27             | -3               | phần lớn không tự do | 51.9 | có vấn đề        | 67.64 | độc tài           | 2.73 |
| Kyrgyzstan                  | 27             | 0                | phần lớn không tự do | 55.2 | khó khăn         | 49.91 | độc tài           | 3.70 |
| Zimbabwe                    | 27             | -1               | bị kiểm soát         | 38.2 | khó khăn         | 48.17 | độc tài           | 3.04 |
| Mali                        | 26             | -3               | phần lớn không tự do | 52.5 | khó khăn         | 52.29 | độc tài           | 2.58 |
| Qatar                       | 25             | 0                | tương đối tự do      | 68.8 | có vấn đề        | 55.28 | độc tài           | 3.65 |
| Djibouti                    | 24             | 0                | phần lớn không tự do | 55.8 | rất nghiêm trọng | 35.87 | độc tài           | 2.70 |
| Oman                        | 24             | 0                | tương đối tự do      | 62.9 | rất nghiêm trọng | 37.87 | độc tài           | 3.12 |
| Campuchia                   | 23             | -1               | phần lớn không tự do | 55.6 | khó khăn         | 42.02 | độc tài           | 3.05 |
| Kazakhstan                  | 23             | 0                | tương đối tự do      | 62.0 | khó khăn         | 45.87 | chế độ lai        | 3.08 |
| Rwanda                      | 23             | 0                | phần lớn không tự do | 51.6 | khó khăn         | 46.58 | chế độ lai        | 3.30 |
| Ethiopia                    | 20             | -1               | bị kiểm soát         | 47.9 | khó khăn         | 47.7  | độc tài           | 3.37 |
| Gabon                       | 20             | 0                | phần lớn không tự do | 56.9 | có vấn đề        | 58.12 | độc tài           | 2.18 |
| Cộng hoà Dân chủ Congo      | 19             | 0                | bị kiểm soát         | 47.6 | khó khăn         | 48.55 | độc tài           | 1.68 |
| Việt Nam                    | 19             | 0                | tương đối tự do      | 62.8 | rất nghiêm trọng | 24.58 | độc tài           | 2.62 |
| Ai Cập                      | 18             | 0                | bị kiểm soát         | 49.7 | rất nghiêm trọng | 33.37 | độc tài           | 2.93 |
| UAE                         | 18             | 0                | phần lớn tự do       | 71.1 | khó khăn         | 42.99 | độc tài           | 3.01 |
| Eswatini                    | 17             | 0                | phần lớn không tự do | 55.6 | khó khăn         | 52.66 | độc tài           | 2.78 |
| Cộng hoà Congo              | 17             | 0                | bị kiểm soát         | 47.8 | có vấn đề        | 60.42 | độc tài           | 2.79 |
| Nicaragua                   | 16             | -3               | phần lớn không tự do | 53.4 | rất nghiêm trọng | 37.09 | độc tài           | 2.26 |
| Cameroon                    | 15             | 0                | phần lớn không tự do | 53.6 | khó khăn         | 45.58 | độc tài           | 2.56 |
| Chad                        | 15             | 0                | phần lớn không tự do | 51.4 | khó khăn         | 53.73 | độc tài           | 1.67 |
| Venezuela                   | 15             | 0                | bị kiểm soát         | 28.1 | rất nghiêm trọng | 36.99 | độc tài           | 2.31 |
| Burundi                     | 14             | 0                | bị kiểm soát         | 38.4 | khó khăn         | 52.14 | độc tài           | 2.13 |
| Lào                         | 13             | 0                | phần lớn không tự do | 50.6 | rất nghiêm trọng | 36.66 | độc tài           | 1.71 |
| Nga                         | 13             | -3               | phần lớn không tự do | 52.0 | rất nghiêm trọng | 34.77 | chế độ lai        | 2.22 |
| Bahrain                     | 12             | 0                | tương đối tự do      | 63.4 | rất nghiêm trọng | 30.59 | độc tài           | 2.52 |
| Cuba                        | 12             | 0                | bị kiểm soát         | 25.7 | rất nghiêm trọng | 29    | độc tài           | 2.65 |
| Uzbekistan                  | 12             | 0                | phần lớn không tự do | 55.9 | khó khăn         | 45.73 | độc tài           | 2.12 |
| Iran                        | 11             | -1               | bị kiểm soát         | 41.2 | rất nghiêm trọng | 24.81 | độc tài           | 1.96 |
| Yemen                       | 10             | +1               | n/a                  | —    | rất nghiêm trọng | 32.78 | độc tài           | 1.95 |
| Trung Quốc                  | 9              | 0                | bị kiểm soát         | 48.5 | rất nghiêm trọng | 22.97 | độc tài           | 2.12 |
| Libya                       | 9              | -1               | n/a                  | —    | khó khăn         | 40.22 | độc tài           | 1.78 |
| Belarus                     | 8              | 0                | bị kiểm soát         | 48.4 | rất nghiêm trọng | 37.17 | độc tài           | 1.99 |
| Burma                       | 8              | -1               | bị kiểm soát         | 42.2 | rất nghiêm trọng | 28.26 | độc tài           | 0.85 |
| Saudi Arabia                | 8              | 0                | tương đối tự do      | 61.9 | rất nghiêm trọng | 32.43 | độc tài           | 2.08 |
| Somalia                     | 8              | 0                | n/a                  | —    | khó khăn         | 44.24 | n/a               | —    |
| Azerbaijan                  | 7              | -2               | tương đối tự do      | 61.6 | rất nghiêm trọng | 39.93 | độc tài           | 2.80 |
| Afghanistan                 | 6              | -2               | n/a                  | —    | rất nghiêm trọng | 39.75 | độc tài           | 0.26 |
| Sudan                       | 6              | -4               | bị kiểm soát         | 33.9 | khó khăn         | 40.83 | độc tài           | 1.76 |
| Trung Phi                   | 5              | -2               | bị kiểm soát         | 41.3 | có vấn đề        | 57.56 | độc tài           | 1.18 |
| Guinea Xích Đạo             | 5              | 0                | bị kiểm soát         | 47.7 | khó khăn         | 50.35 | độc tài           | 1.92 |
| Tajikistan                  | 5              | -2               | phần lớn không tự do | 51.3 | rất nghiêm trọng | 39.06 | độc tài           | 1.94 |
| Eritrea                     | 3              | 0                | bị kiểm soát         | 39.5 | rất nghiêm trọng | 27.86 | độc tài           | 1.97 |
| Bắc Triều Tiên              | 3              | 0                | bị kiểm soát         | 2.9  | rất nghiêm trọng | 21.72 | độc tài           | 1.08 |
| Turkmenistan                | 2              | 0                | bị kiểm soát         | 46.3 | rất nghiêm trọng | 25.82 | độc tài           | 1.66 |
| Nam Sudan                   | 1              | 0                | n/a                  | —    | khó khăn         | 50.62 | n/a               | —    |
| Syria                       | 1              | 0                | n/a                  | —    | rất nghiêm trọng | 27.22 | độc tài           | 1.43 |
| Palestine                   | n/a            | —                | n/a                  | —    | rất nghiêm trọng | 37.86 | độc tài           | 3.47 |

### Vùng lãnh thổ đang tranh chấp
| Quốc gia/Vùng lãnh thổ | Chính trị 2024 | Điểm so với 2023 | Báo chí 2023     | Điểm  |
| ---------------------- | -------------- | ---------------- | ---------------- | ----- |
| Bắc Síp                | 76             | 0                | có vấn đề        | 61.73 |
| Somaliland             | 43             | -1               | n/a              | —     |
| Abkhazia               | 39             | 0                | n/a              | —     |
| Azad Kashmir           | 29             | 0                | n/a              | —     |
| Bờ Tây                 | 22             | 0                | rất nghiêm trọng | 37.86 |
| Transnistria           | 17             | -1               | n/a              | —     |
| Nam Ossetia            | 12             | 0                | n/a              | —     |
| Dải Gaza               | 8              | -3               | rất nghiêm trọng | 37.86 |
| Tây Sahara             | 4              | 0                | khó khăn         | 43.69 |
| Krym                   | 2              | -2               | n/a              | —     |
| Tây Tạng               | 0              | -1               | n/a              | —     |